# Societas Studiosorum Reformatorum
Societas Studiosorum Reformatorum (S.S.R.) was een landelijke unie van acht Nederlandse studentenverenigingen op gereformeerde grondslag tussen 1886 en 1969. De unie heette Gereformeerde Studentenvereniging "Hendrik de Cock" tot zij in 1905 haar nieuwe naam kreeg. Door secularisatie van de plaatselijke afdelingen is de unie zelf opgeheven, maar de afzonderlijke afdelingen bestaan nog steeds, in gewijzigde – en soms onherkenbare – vorm.

## Geschiedenis
De geschiedenis van S.S.R. vangt aan in een roerige tijd binnen gereformeerd Nederland. Aanstichter voor deze roerige tijd is de 19e-eeuwse predikant Hendrik de Cock, die aan de wieg staat van de afscheiding van 1834, waarin de eerste gereformeerde kerken zich afscheiden van de Nederlandse Hervormde Kerk, de vroegere staatskerk van Nederland. Een tweede grote afsplitsing ontstaat tijdens de doleantie onder Abraham Kuyper, in 1886.
Door het ontstaan van deze nieuwe “gereformeerde zuil” in de Nederlandse samenleving, ontstaat er onder de gereformeerde studenten een behoefte aan een eigen vereniging. Een groepje van vijf studenten (waarvan er drie in Leiden en twee waarschijnlijk in Amsterdam studeerden) voelt zich bij het studentencorps niet prettig. In de 19de eeuw was het corps de enige studentenvereniging, en was – aangezien de universiteiten openbaar waren – openbaar van karakter. Het losbandige karakter van het corps werd door de vijf studenten als “zondig” ervaren, en ze besloten om een nieuwe vereniging op te richten voor de gereformeerde gezindte. Deze nieuwe vereniging werd om 19:20 op 9 februari 1886 in Leiden opgericht, als “Gereformeerde Studentenvereniging "Hendrik de Cock" (of "Unie Hendrik de Cock", bronnen spreken elkaar hierin tegen), met hun voorbeeld als naamgever. De vereniging, unie was bedoeld als vriendenkring van gereformeerde studenten met als doel "den omgang te bevorderen tusschen deze geestverwante jongemenschen, teneinde ze op die wijze met Gods hulp te behoeden voor de gevaren en de verleiding van het studentenleven (...) en ze te wapenen tegen de ongeloofstheorieën, die in deze dagen als de hoogste wijsheid ex cathedra verkondigd worden".
In 1901 werd de grondslag verbreed, en veranderde de unie in een confessioneel-gereformeerde vereniging waar alle studenten van gereformeerde belijdenis (niet langer alleen studenten uit de Gereformeerde Kerken in Nederland) toe konden treden. In 1905 werd de naam van de unie gewijzigd in Societas Studiosorum Reformatorum. Al snel werd prof. Dr. Herman Bavinck benoemd tot erelid. Hendrik de Cock was al overleden voor de oprichting, en Abraham Kuyper hield – hoewel zijn verschijning in de maatschappij wel gezorgd had voor een betere acceptatie van het nieuwe gereformeerde volksdeel – de S.S.R. liever wat op afstand, doordat hij haar wantrouwde en als concurrentie zag voor de VU.
Sinds de oprichting in 1886 ontstonden langzamerhand afdelingen in alle universiteitssteden, achtereenvolgens in Amsterdam, Leiden, Utrecht, Delft, Groningen, Rotterdam, Wageningen en Eindhoven. De afdelingen kregen een interkerkelijk karakter, vermoedelijk mede door de invloed van erelid Bavinck. In een tijd van interkerkelijke strijd werden er bij S.S.R. juist jongeren lid met verschillende christelijke achtergronden. Over Bavinck zal in 1922 geschreven worden: “Hij was de leidsman, wiens woord gezag had, wiens raad werd opgevolgd. Bavinck nam in de Unie een plaats in als geen ander.”
Na de Tweede Wereldoorlog sloeg de secularisatie langzamerhand toe binnen S.S.R. Dit leidde tot de opkomst van nieuwe christelijke studentenverenigingen, of tot verenigingen die zich van S.S.R. afsplitsten omdat de afdelingen voor hen niet christelijk genoeg waren. Met de overgebleven leden verwerd de unie steeds meer een verband van 'gewone' gezelligheidsverenigingen. Deze verandering verliep niet zonder slag of stoot, er werd door groepen binnen S.S.R. hevig oppositie gevoerd tegen de (al dan niet vermeende) teloorgang van de gereformeerde verworvenheden. Met name de Utrechtse George Puchinger wist met zijn blad Polemios de discussie in heel de Unie flink aan te wakkeren met zijn pleidooi voor een terugkeer naar de oorspronkelijke gereformeerde grondslagen van de Unie.
Tot 1968 hadden alle afdelingen van de unie een gezamenlijke grondslag. De verschillende afdelingen wilden echter steeds liever een eigen koers varen, maar voelden zich door de grondslag bekneld. In het bestuursjaar 1968–1969 (in een ledenvergadering te Wageningen) werd de grondslag van de unie daarom zodanig verbreed, dat de afdelingen in de verschillende steden zelf hun grondslag konden kiezen. Door die nieuwe opzet maakte de unie zichzelf overbodig, en werd deze in 1969 omgezet in een federatie van plaatselijke verenigingen, die binnen een jaar als een nachtkaars uitging. Met uitzondering van de afdeling in Rotterdam wijzigden alle oorspronkelijke afdelingen hun namen geheel of gedeeltelijk (ze verwijderden de puntjes uit de afkorting) en verwerden tot algemene studentenverenigingen of veranderden zelfs helemáál van karakter.

### Reünistenorganisatie
In 1922 werd de reünistenorganisatie van de S.S.R. opgericht, bedoeld voor S.S.R.-leden die hun studie hadden voltooid. De R.O.-S.S.R. belegde jaarlijks een congres van drie of twee dagen. Deze werden meestal gehouden in "De Blije Werelt" in de bossen bij Lunteren. Nadat de Unie uit elkaar was gevallen in 1969, vergrijsde de reünistenorganisatie. Oud-studenten van christelijke studentenverenigingen bleken zich vaak wel met hun eigen vereniging, maar zelden met de landelijke reünistenorganisatie verbonden te voelen. In oktober 2001 werd de reünistenorganisatie, die toen nog ongeveer 200 leden had, opgeheven.
Tot op heden bevindt zich een groot gedeelte van het archief van de unie bij de V.U. in de afdeling geschiedenis van gereformeerden in Nederland. Andere delen bevinden zich in de gemeentearchieven van onder meer Utrecht en Amsterdam. Hierbij ook notulen en andere stukken.

## Verenigingssymbolen
Het symbool van de Unie der S.S.R. was de Uniemaagd, soms ook Uniejonkvrouw genoemd, en heeft in de periode voor 1910 haar intrede gedaan. Het symbool bestaat uit een jongedame in gewaad die in haar rechterhand een speer vasthoud met de punt op de grond, waarop een hoed of Frygische muts rust. Met haar linkerarm steunt ze op een boek dat op een kolom staat. Deze elementen verwijzen naar de zinspreuk van de Unie: Libertas ex Veritate, oftewel: Vrijheid verkregen uit Waarheid. Deze Uniemaagd sierde onder meer de banier van de Unie, het Unievaandel. In 1911 kreeg de Unie ook haar eigen lied: De Banierzang.
De banier van de Uniemaagd rouleerde tussen de verschillende S.S.R.-verenigingen. Op het moment van het uiteenvallen van de Unie was de Uniemaagd in het bezit van Wageningen. Begin jaren zeventig werd de Uniemaagd uit Wageningen gebrast door studenten uit Rotterdam. Enkele weken later brak er een brand uit in de sociëteit Huize Torck van SSR-Wageningen, die het pand volledig verwoestte, waarna S.S.R.-Rotterdam zich als de rechtmatig eigenaar van de Uniemaagd beschouwde. Daar hangt de maagd sinds die tijd achter kogelvrij glas. Verwoede pogingen van verschillende SSR-verenigingen om de Uniemaagd weer in bezit te krijgen zijn op niets uitgelopen. Jaarlijks stuurt SSR-Wageningen nog steeds een brief naar S.S.R.-Rotterdam met het vriendelijke verzoek de maagd te retourneren aan de rechtmatige eigenaar.

## De verschillende S.S.R.-verenigingen

### S.S.R.Amsterdam
S.S.R. Amsterdam werd opgericht in 1889. In het begin was de vereniging uitsluitend toegankelijk voor mannen, in 1916 kreeg S.S.R.A. haar eerste vrouwelijke lid. In het begin van de Tweede Wereldoorlog werd S.S.R.A., in tegenstelling tot andere afdelingen, niet meteen opgeheven. Pas na grote druk van de leden (waarvan velen hun lidmaatschap uit protest hadden opgegeven) sloot de vereniging in de winter van 1940/1941 haar deuren. Het dispuutsleven ging echter volop door. Na de oorlog ontstond hevige tumult binnen de vereniging toen deze zich, conform een besluit van de Unie, niet distantieerde van de grondslag van de Unie. Veel disputen verlieten de vereniging en richtten nieuwe verenigingen op of zochten aansluiting bij andere, bestaande verenigingen. Na verloop van tijd keerden de meeste disputen echter terug in de moederschoot van S.S.R.A.. In de jaren zeventig verwijderde de vereniging haar puntjes uit de afkorting en werd zij een jongerenvereniging. In de jaren negentig werd SSRA weer een studentenvereniging en zij mag zich nu rekenen tot de grootste studentenverenigingen in Amsterdam.

### S.S.R.Leiden
Hoewel de Unie in 1886 in Leiden werd opgericht groeide het ledental vooral in Amsterdam. Nadat de Amsterdamse leden van "Hendrik de Cock" in 1889 hun eigen afdeling waren begonnen, was er in Leiden al snel niets meer over van de Unie. Op 29 oktober 1901 werd onder de naam S.C.R.E.D. (Scientia Caput Referentia Est Dei) weer een Leidse afdeling opgericht.
In 1966 werd de grondslag van de vereniging voor de eerste keer grondig gewijzigd, en werd S.S.R.L. een algemeen christelijke, in plaats van een gereformeerde vereniging. In 1984 veranderde de grondslag opnieuw, en werd hij voortaan gebaseerd op de Universele Verklaring van de Rechten van de Mens. Daarmee verdwenen ook de puntjes uit de afkorting en werd de naam veranderd in "SSR-Leiden".

### S.S.R.Utrecht
S.S.R. Utrecht werd opgericht in 1906. Door onenigheid over de grondslag van de vereniging ontstond begin jaren zeventig de ondervereniging B.I.T.O.N. (een afkorting van Ben Ik Terecht Of Niet), die zich ertegen verzette dat S.S.R.U. haar lidmaatschap ook wilde openstellen voor niet-studenten en bovendien haar binding met het christelijk geloof leek te verliezen. B.I.T.O.N. splitste zich daarom in 1972 af van S.S.R. Utrecht en vormde een nieuwe vereniging. Als onderkomen werd gekozen voor een werfkelder aan de Oude Gracht. Omdat het in B.I.T.O.N. na verloop van tijd ook niet mogelijk bleek om het christelijk geloof als belangrijke grondslag van de vereniging te ervaren, iets dat enkele leden stoorde, stichtte een van haar oprichters in 1973 een nieuwe S.S.R.-afdeling in Utrecht, de S.S.R.-N.U.. De beide nieuwe verenigingen, die vriendschappelijk met elkaar omgingen en nog steeds gaan, namen enkele disputen van S.S.R.-Utrecht over.
De strijd binnen de oorspronkelijke S.S.R.U. ging nog even door. In 1973 leidde de vraag of het bestuur door moest gaan met het installeren van leden die de grondslag van de vereniging niet erkenden, nog tot een gang naar de rechter. De karakterverandering van de vereniging bleek uiteindelijk echter niet te stoppen. De vereniging bleef gehuisvest in het verenigingspand aan de Bemuurde Weerd W.Z. 4 en veranderde haar naam in 1979 in "Jongerenvereniging SSR". Na een grondige verbouwing van het pand in 1985 werd de vereniging in 1986 omgedoopt tot "Cultuurcentrum Ekko". Tijdens de jaren negentig en 2000 verlegde Ekko haar accent naar de muziekcultuur en werd bekend als "Poppodium Ekko".
Het Utrechts Archief beschikt over 9.24 meter archiefmateriaal van S.S.R.U.

### S.S.R.Delft
S.S.R. Delft werd opgericht in 1907 en heropgericht in 1912. Begin jaren zestig begon het te rommelen binnen de vereniging, en was er onenigheid over de grondslag. Het deel van de vereniging dat het meeste waarde hechtte aan het behoud van de christelijke identiteit van de vereniging, splitste zich in 1961 af en richtte een nieuwe vereniging op, met de naam Civitas Studiosorum Reformatorum. In 1962 trad deze nieuwe vereniging toe tot de unie der SSR, zodat er vanaf toen twee Delftse verenigingen tot de unie hoorden. In de jaren die volgden, zeer waarschijnlijk beïnvloed door de tijdgeest, stelde S.S.R.D. zich langzamerhand open voor een breder publiek dan alleen studenten. De vereniging verwijderde in 1979 zijn puntjes uit de afkorting en ging verder als SSRD. Deze afkorting was echter geen lang leven beschoren; De vereniging profileerde zich steeds meer onder de naam van het pand waarin ze gehuisvest was, ofwel De Koornbeurs. In 1991 veranderde de vereniging haar naam definitief in Open Jongerenvereniging de Koornbeurs, een maatschappijkritische jongerenvereniging, maar nog met zo rond de 70% studentleden.

### S.S.R.Groningen
Het Groningse Corpus Studiosorum Reformatum Groningae 'Veri Et Recti Amici' (Ware en oprechte vrienden ofwel VERA) was sinds 1899 een debatteervereniging, en besloot zich in 1912 bij de unie van S.S.R. aan te sluiten. Kort na de Vrijmaking (een kerkscheuring in 1944) scheidden de gereformeerd-vrijgemaakte studenten zich af om VGSG 'Hendrik de Cock' op te richten. Het reformatorisch karakter binnen de resterende vereniging kwam in de jaren zestig sterk onder vuur te liggen. Dit leidde ertoe dat VERA een open jongerenvereniging werd. In de jaren daarop evolueerde de vereniging tot een links jongerencentrum met het organiseren van optredens van bands als een van haar voornaamste bezigheden. Aan het begin van de 21ste eeuw staat Vera bekend als "underground poppodium".

### S.S.R.Rotterdam
S.S.R. Rotterdam werd opgericht in 1918. Sociëteit Koinoonia is de thuisbasis van de vereniging, die tien disputen kent: N.I.R.E.A., U.C.R.I.G.E.S., Bacchus, Pericles, Trocadéro, Diaboli, C.I.A., Oblomow, Claymore & Atlantis. Opgericht in 1924 is N.I.R.E.A. het oudst. N.I.R.E.A. is tevens het oudste gemengde dispuut van Nederland, aangezien in 1925 zij de eerste vrouwelijke studenten mocht verwelkomen. Atlantis is het nieuwste dispuut dat S.S.R.-R. kent, opgericht in 2015. Nieuwe leden worden eerst lid van een dispuut, en vormen tevens een jaarclub.

### S.S.R.Wageningen
S.S.R. Wageningen werd opgericht in 1921 en heropgericht op 6 november 1931. In de jaren zeventig werd de grondslag gewijzigd en verdwenen de puntjes uit de afkorting.

### S.S.R.Eindhoven
S.S.R. Eindhoven werd opgericht op 19 september 1957 en kwam reeds enkele jaren na oprichting in zwaar weer terecht wat betreft hun reformatorisch karakter. Toen het in 1979 door een "nieuw verenigingsrecht" mogelijk werd om de statuten aan te passen, werd in dat jaar de grondslag gewijzigd, verdwenen de puntjes uit de afkorting en noemde S.S.R. Eindhoven zich voortaan "a.s.v. SSRE" (waarbij a.s.v. staat voor "algemene studentenvereniging").

## Soortgelijke organisaties
Wat de Unie voor de verschillende S.S.R.-verenigingen was, is het Aller Heiligen Convent voor de rooms-katholieke verenigingen, de Algemene Senaten Vergadering voor de Corpora, de Federatie van Unitates en Bonden voor verenigingen met een seculiere grondslag en de Federaasje fan Fryske Studinteferienings voor Friese studentenverenigingen. Andere overkoepelende studentenorganisaties omvatten onder meer de CSFR, VGS-Nederland voor (vrijgemaakt-)gereformeerde studentenverenigingen, Navigators Studentenverenigingen en Ichthus Landelijk.